# Chaucer (månekrater)
Chaucer er et nedslagskrater på Månen. Det befinder sig på Månens bagside og er opkaldt efter den britiske astronom og forfatter Geoffrey Chaucer (ca. 1340 – 1400).
Navnet blev officielt tildelt af den Internationale Astronomiske Union (IAU) i 1970.

## Omgivelser
Chaucerkrateret ligger vest for den bjergomgivne slette Hertzsprung, nordvest for Vavilovkrateret og øst for kraterparret Tsander-Kibal'chich.

## Karakteristika
Krateret er cirkulært med en let eroderet ydre rand. Kraterbunden er næsten uden særlige landskabstræk, og der findes kun nogle få småkratere i dens overflade.

## Satellitkratere
De kratere, som kaldes satellitter, er små kratere beliggende i eller nær hovedkrateret. Deres dannelse er sædvanligvis sket uafhængigt af dette, men de får samme navn som hovedkrateret med tilføjelse af et stort bogstav. På kort over Månen er det en konvention at identificere dem ved at placere dette bogstav på den side af satellitkraterets midte, som ligger nærmest hovedkrateret. Chaucerkrateret har følgende satellitkratere:
| Chaucer | Længde | Bredde   | Diameter |
| ------- | ------ | -------- | -------- |
| B       | 6,5° N | 137,4° V | 27 km    |
| P       | 1,8° N | 141,3° V | 13 km    |

## Måneatlas
- Billeder af Chaucerkrateret i LPI-måneatlasset